# U Barborky (przełęcz)
U Barborky (niekiedy Rozcestí U Barborky) – przełęcz o wysokości 1317 m n.p.m. w północno-wschodnich Czechach, w Sudetach Wschodnich, najwyższa szosowa (drogowa) w paśmie górskim Wysokiego Jesionika (cz. Hrubý Jeseník) oraz jego części (mikroregionie) w Masywie Pradziada (cz. Pradědská hornatina) pomiędzy szczytami gór Pradziad (cz. Praděd) i Petrovy kameny, na historycznej granicy Śląska i Moraw oraz na granicy gmin Loučná nad Desnou i Malá Morávka.

## Charakterystyka

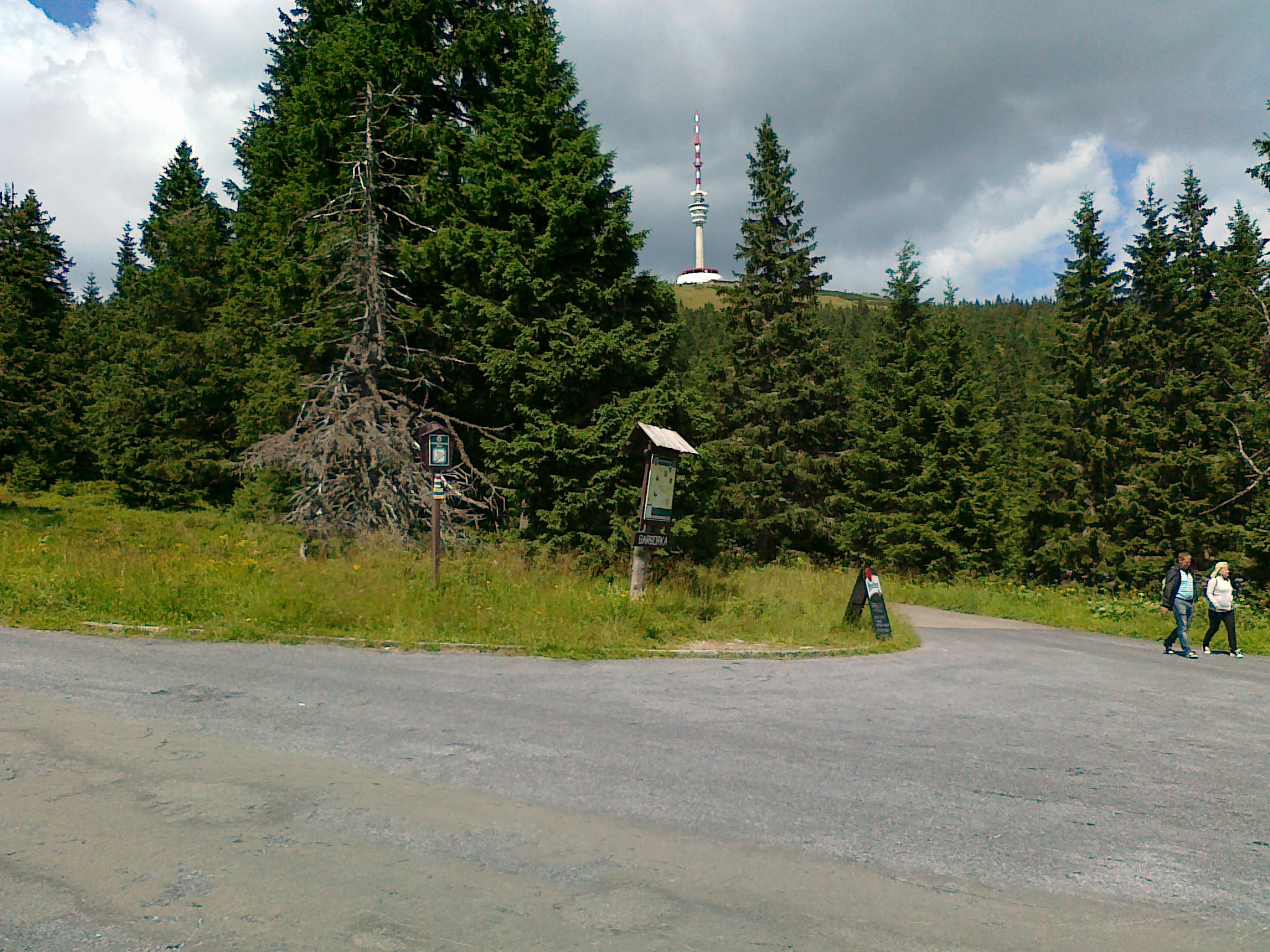
Widok ze skrzyżowania turystycznego U Barborky na szczyt góry Pradziad (2015 rok)

Nazwa przełęczy pochodzi od znajdującego się na niej skrzyżowania turystycznego o nazwie U Barborky z podaną na tablicy informacyjnej wysokością 1310 m i zlokalizowanego blisko niej (w odległości około 200 m na północny wschód), na stoku góry Pradziad schroniska turystycznego Barborka. Warto podkreślić, że nazwa przełęczy nie jest oznaczona na mapach. 
Przełęcz jest dobrze rozpoznawalna nawet ze znacznych odległości i punktów widokowych, ponieważ elementami jej usytuowania są: charakterystyczna wysmukła wieża Pradziada oraz grupa skalna na sąsiedniej górze Petrovy kameny w postaci widocznego „zęba” na jej szczycie. Przełęcz lokalizuje widoczne obniżenie pomiędzy tymi łatwo rozpoznawalnymi fragmentami Wysokiego Jesionika położonymi na głównym grzbiecie góry Pradziad ciągnącym się od przełęczy Červenohorské sedlo do przełęczy Skřítek. Na podstawie szczegółowej mapy Państwowego urzędu geodezyjnego o nazwie (cz. Český úřad zeměměřický a katastrální (CÚZK)) w Pradze punkt siodłowy przełęczy ma wysokość 1317 m n.p.m. oraz współrzędne geograficzne (50°04′29,0″N 17°13′44,4″E/50,074722 17,229000), oddalony jest o około 85 m na południowy zachód od skrzyżowania turystycznego U Barborky i zlokalizowany jest na niewielkiej polanie, który jest jednocześnie punktem widokowym w kierunku najbliższych szczytów, ale dojście do niego jest zabronione. Wzdłuż bowiem drogi Ovčárenská silnice na trasie przełęcz Hvězda – Pradziad, z uwagi na ochronę przyrody postawiono drewniane barierki odgradzające. Poza siodłową polaną, obszar przełęczy jest zalesiony borem świerkowym. Na poboczu drogi Ovčárenská silnice przy skrzyżowaniu znajduje się punkt geodezyjny, oznaczony na mapach geodezyjnych numerem (210.1), o wysokości 1313,42 m n.p.m. oraz współrzędnych geograficznych (50°04′31,39″N 17°13′47,50″E/50,075386 17,229861), z widocznym koło niego stalowym słupkiem, pomalowanym na przemian w poziome pasy białe i granatowe, ostrzegającym przed jego zniszczeniem z tabliczką, z napisem (cz. Státní triangulace Poškození se trestá).
Jest ona popularną i bardziej uczęszczaną przełęczą Wysokiego Jesionika o ograniczonym ruchu pojazdów mechanicznych, dostępnym tylko dla obsługi technicznej hoteli górskich i schronisk turystycznych oraz ich klientów, jak również dla służb leśnych, Pogotowia Górskiego, Policji, straży pożarnej oraz wojska. Dla osób postronnych ruch pojazdami mechanicznymi przez przełęcz jest zabroniony, dostępny tylko do zlokalizowanego nieco niżej parkingu w Ovčárni. W 1968 roku w wyniku rozpoczętej na górze Pradziad budowy nowej żelbetowej wieży telewizyjnej na jej szczycie, przez przełęcz poprowadzono asfaltową wąską drogę dojazdową na szczyt, a następnie położono asfalt na rozgałęzienie ze skrzyżowania turystycznego U Barborky do schroniska turystycznego Barborka.

## Wody
Grzbiet główny (grzebień) góry Pradziad, biegnący od przełęczy Skřítek do przełęczy Červenohorské sedlo oraz dalej do przełęczy Ramzovskiej (cz. Ramzovské sedlo) jest częścią granicy Wielkiego Europejskiego Działu Wodnego, dzielącej zlewiska Morza Bałtyckiego i Morza Czarnego .
Przełęcz leży na tej granicy, na zlewiskach Morza Bałtyckiego (dorzecze Odry) na stoku północno-wschodnim oraz Morza Czarnego (dorzecze Dunaju) na stoku południowo-zachodnim . Na stoku południowo-zachodnim bierze swój początek jeden z dopływów potoku o nazwie Velký Dědův potok, płynący następnie żlebem Důl Velkého Děda, a na stoku północno-wschodnim krótki dopływ potoku Biała Opawa (cz. Bílá Opava). Ponadto blisko przełęczy, na stoku góry Pradziad w odległości około 400 m na północny zachód od punktu siodłowego przełęczy, na wysokości 1352 m n.p.m., występuje niewielkie źródło oraz w odległości około 340 m na południowy zachód od punktu siodłowego przełęczy, na wysokości około 1284 m n.p.m. kolejne źródło o nazwie Studánka u Potoční chaty.

## Ochrona przyrody
Cała połać przełęczy, poza żlebem Důl Velkého Děda znajduje się w otoczeniu narodowego rezerwatu przyrody Praděd powstałego w 1991 roku o powierzchni około 2031 ha, z połączenia 6 odrębnych rezerwatów: Petrovy kameny, Velká kotlina, Malá kotlina, Vrchol Pradědu, Divoký důl i Bílá Opava, będącego częścią wydzielonego obszaru objętego ochroną o nazwie Obszar Chronionego Krajobrazu Jesioniki (cz. Chráněná krajinná oblast (CHKO) Jeseníky), a utworzonego w celu ochrony utworów skalnych, ziemnych i roślinnych oraz rzadkich gatunków zwierząt.
Ponadto w celu ochrony unikalnego ekosystemu Obszaru Chronionego Krajobrazu Jesioniki wyznaczono od schroniska Barborka ścieżkę edukacyjną o nazwie (cz. NS Se skřítkem okolím Pradědu) na trasie:
 góra Petrovy kameny – przełęcz U Barborky – góra Pradziad – góra Malý Děd – schronisko Švýcárna

## Turystyka

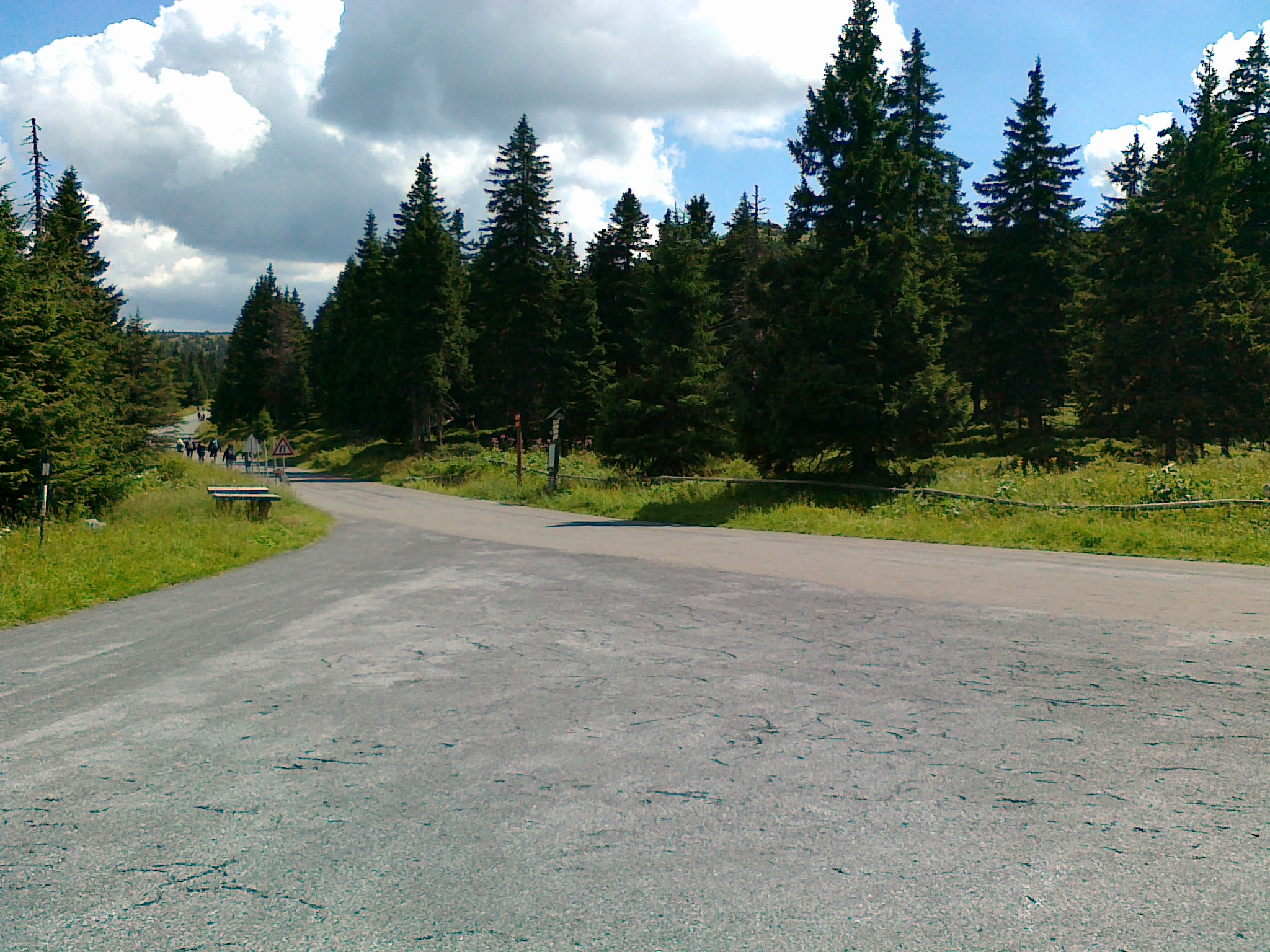
Widok ze skrzyżowania turystycznego U Barborky na zejście w kierunku przełęczy Hvězda (po lewej widoczny słupek przy punkcie geodezyjnym) (2015 rok)

Przejazd przez przełęcz jest jedynym wyasfaltowanym drogowym połączeniem ze szczytem Pradziada. Do najbliższej miejscowości Karlova Studánka z bazą hoteli i pensjonatów jest od przełęczy około 5,5 km w kierunku wschodnim. Prowadzi do niej z przełęczy Hvězda wąska droga Ovčárenská silnice, na której ruch pojazdów na odcinku przełęcz Hvězda – Ovčárna regulowany jest wahadłowo poprzez podnoszony szlaban i sygnalizację świetlną.
Blisko przełęczy położone są liczne hotele górskie i schroniska turystyczne:
- na wieży Pradziada: hotel Praděd oraz na stoku góry Pradziad hotel górski: Kurzovní chata i schronisko Barborka
- na stoku góry Petrovy kameny hotele górskie: Ovčárna i Figura oraz schronisko Sabinka

Ponadto w odległości około 200 m na południowy wschód od punktu siodłowego przełęczy, blisko drogi Ovčárenská silnice, na stoku góry Petrovy kameny znajduje się chata Finsterlovka. Nie ma ona jednak charakteru typowego schroniska turystycznego.

### Szlaki turystyczne
Bezpośrednio przez przełęcz i skrzyżowanie turystyczne U Barborky przebiegają trzy szlaki turystyczne na trasach:
 Červenohorské sedlo – góra Velký Klínovec – przełęcz Hřebenová – szczyt Výrovka – przełęcz Sedlo pod Malým Jezerníkem – szczyt Malý Jezerník – góra Velký Jezerník – przełęcz Sedlo Velký Jezerník – schronisko Švýcárna – góra Pradziad – przełęcz U Barborky – góra Petrovy kameny – Ovčárna – przełęcz Sedlo u Petrových kamenů – góra Vysoká hole – szczyt Vysoká hole–JZ – szczyt Kamzičník – góra Velký Máj – przełęcz Sedlo nad Malým kotlem – góra Jelení hřbet – Jelení studánka – przełęcz Sedlo pod Jelení studánkou – góra Jelenka – góra Ostružná – Rýmařov
 Karlova Studánka – dolina potoku Biała Opawa – góra Ostrý vrch – schronisko Barborka – przełęcz U Barborky – góra Petrovy kameny – Ovčárna – góra Vysoká hole – Velká kotlina – dolina rzeki Moravice – Karlov pod Pradědem – Malá Morávka
 Kouty nad Desnou – góra Hřbety – góra Nad Petrovkou – Kamzík – góra Velký Jezerník – przełęcz Sedlo Velký Jezerník – schronisko Švýcárna – góra Pradziad – góra Petrovy kameny – Ovčárna – Karlova Studánka

### Szlaki rowerowe
Przez przełęcz przechodzi ponadto szlak rowerowy na trasie:
 Červenohorské sedlo – góra Velký Klínovec – góra Výrovka – Kamzík – góra Velký Jezerník – przełęcz Sedlo Velký Jezerník – schronisko Švýcárna – góra Pradziad – przełęcz U Barborky – góra Petrovy kameny – Ovčárna – przełęcz Hvězda
Przełęcz jest również chętnie pokonywana przez rowerzystów licznie podjeżdżających z przełęczy Hvezda na szczyt Pradziada:
 podjazd Przełęcz Hvězda – Pradziad: (długość: 9,1 km, różnica wysokości: 632 m, średnie nachylenie podjazdu: 6,9%)

### Trasy narciarskie
W kierunku przełęczy, stokiem południowym góry Pradziad wytyczono jedyną najbliższą trasę narciarstwa zjazdowego tzw. Velký Václavák, będącą częścią tras zjazdowych ośrodka narciarskiego o nazwie (cz. Sport centrum Figura Praděd – Ovčárna):
 trasa łatwa o długości 550 m z wyciągiem orczykowym
Przez przełęcz wytyczono również narciarską trasę biegową o nazwie tzw. (cz. Jesenická magistrála).